# Secrets of the Muse
Secrets of the Muse is een soloalbum van Jordan Rudess, opgenomen en uitgebracht in 1997. Het album bestaat uit improvisaties op verschillende synthesizers.

## Track listing
Alle nummers gecomponeerd door Jordan Rudess.
1. Stillness – 3:09
2. Deepest Love – 4:20
3. Autumn Fire – 3:40
4. Gentle Ways – 3:45
5. Footpath – 3:43
6. Virgin Snow – 2:54
7. Darkness – 3:54
8. Drifting East – 4:08
9. A Call For Beauty – 3:31
10. Cradle Song – 4:04
11. New Life – 4:15
12. So It Is – 2:51
13. Sunset Swingset – 3:03

Jordan Rudess - piano, synthesizer